# Teriberka
Teriberka (russisch Териберка) ist ein Dorf (selo) in der Oblast Murmansk in Russland.

## Geographie
Der Ort liegt an der nördlichen Küste der Halbinsel Kola bei der Mündung der Teriberka in die gleichnamige Bucht der Barentssee. Er gehört zum Rajon Kolski und befindet sich knapp 90 km Luftlinie ostnordöstlich des Oblastverwaltungszentrum Murmansk sowie des Rajonzentrums Kola. Die ursprüngliche Ortschaft liegt rechts (östlich) der Flussmündung, der im 20. Jahrhundert entstandene Ortsteil Lodeiny etwa drei Kilometer nördlich am westlichen Ufer der Bucht.
1984 wurde eine Straße nach Lodeiny fertiggestellt (heute 49K-051), die etwa 35 km südlich von der heutigen 49K-050 Murmansk – Tumanny abzweigt. Drei Kilometer südwestlich von Teriberka liegt an dieser Straße ein ehemaliges Flugfeld aus der Zeit des Zweiten Weltkriegs. Ende der 1980er-Jahre wurde eine Brücke über der Fluss erbaut und somit auch das alte Teriberka an das russische Straßennetz angeschlossen. Ein 1896 erstellter Leuchtturm befindet sich am Kap Teriberka, zehn Kilometer nördlich des Ortes auf einer vorgelagerten Halbinsel.

## Geschichte
Teriberka wurde erstmals als saisonale russische Fischersiedlung im 16. Jahrhundert urkundlich erwähnt. Ab Beginn des 17. Jahrhunderts gehörte es zu den bedeutendsten russischen Ansiedlungen an der Küste der Barentssee. 1912 wurde Teriberka Sitz einer Wolost im Ujesd Kola des Gouvernements Archangelsk, zu dem es ab 1708 gehörte (mit Unterbrechung von 1859 bis 1883, als der Ujesd aufgelöst und im Ujesd Kem aufgegangen war).
Ab den 1930er Jahren entstand der Ortsteil Lodeiny mit neuem Fischereihafen. Er wurde 1957 mit Lodeiny vereinigt. Von 1927 bis 1960 war Teriberka Sitz des Teriberski rajon (1960 wurden alle Orte des Rajons der Verwaltung der Stadt Seweromorsk unterstellt, der Rajon in Seweromorski umbenannt und 1963 aufgelöst). Von 1938 bis 1997 besaß der Ort den Status einer Siedlung städtischen Typs. Der starke Bevölkerungsrückgang ab etwa 1960 war zunächst vorwiegend auf die zunehmende Bedeutungslosigkeit der Küstenfischerei zurückzuführen.
Bis 2009 war es ein Geschlossenes Dorf. Dann wurde die Grenzzone und damit deren Zutrittsbeschränkungen aufgehoben. Teriberka ist der einzige Ort an der Barentssee mit einer Straße.
Als Besucher kamen zunächst Liebhaber von Lost Places. Seit dem Film Leviathan (2014) kamen zusätzliche Touristen. Weiters kommen Menschen für das Polarlicht. Zum Arktis-Festival kamen 2023 15.000 Menschen.
Es gibt neue Windturbinen. 2023 wurde der Windpark von Enel OGK-5 mit 57 Geräten Siemens Gamesa SG 3.4-132 eröffnet.

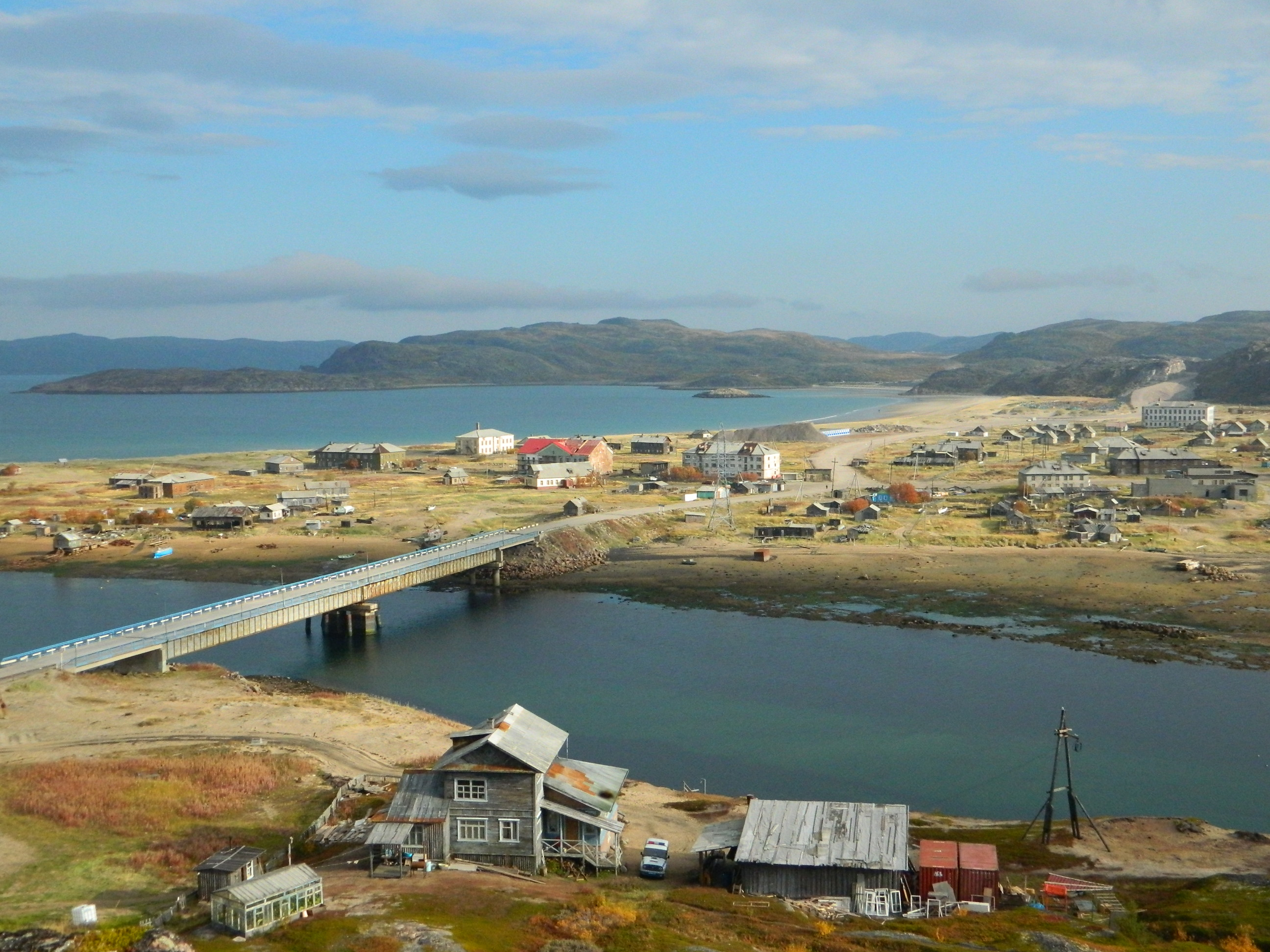
Teriberka (2013) mit dem Haus aus dem Film Leviathan
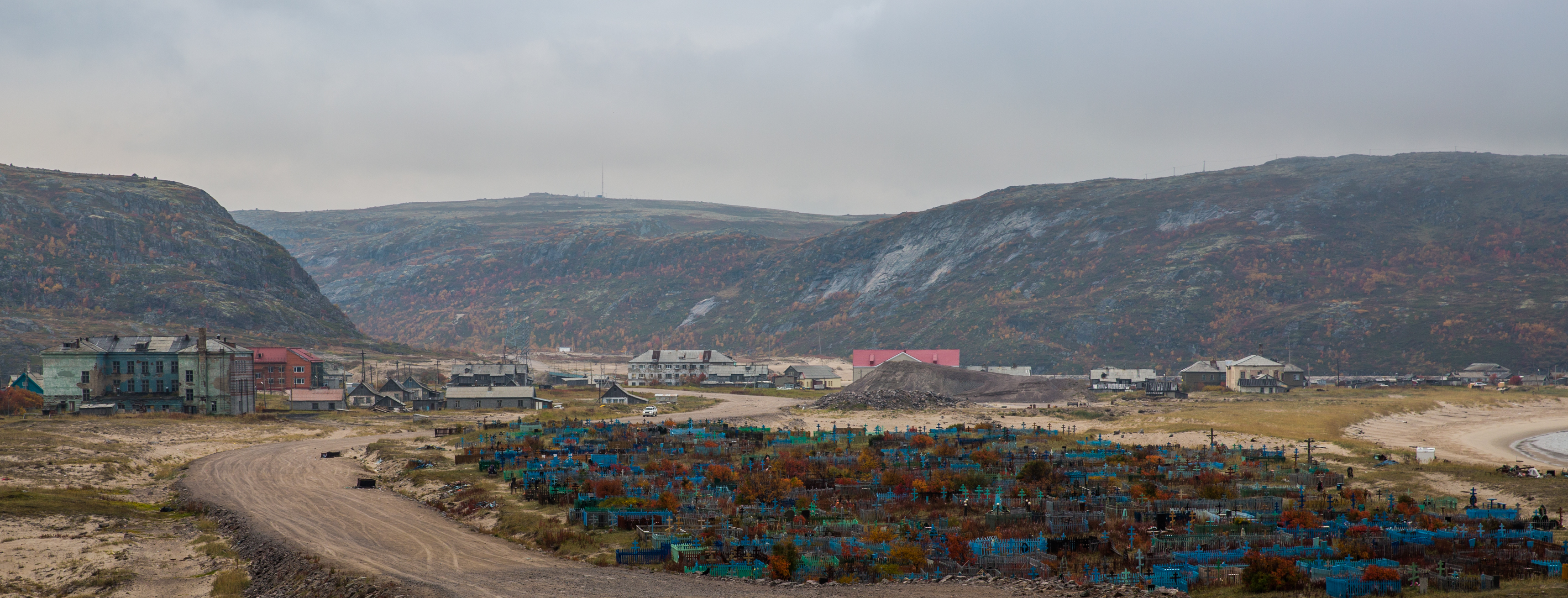
Friedhof
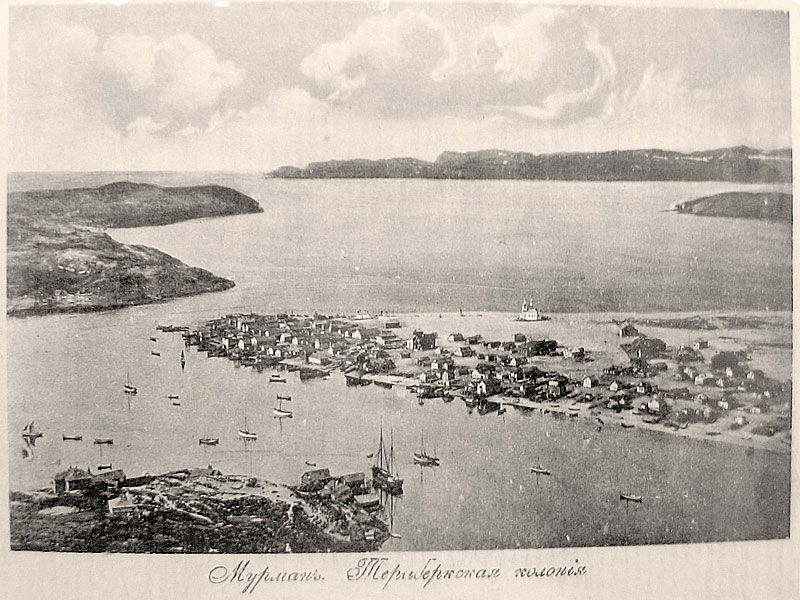
Gesamtansicht um 1900

### Bevölkerungsentwicklung
| Jahr | Einwohner |
| ---- | --------- |
| 1939 | 2802      |
| 1959 | 4762      |
| 1970 | 3150      |
| 1979 | 2479      |
| 1989 | 2338      |
| 2002 | 1367      |
| 2010 | 957       |

Anmerkung: Volkszählungsdaten

## Söhne und Töchter des Ortes
- Alexandra Andrejewna Antonowa (1932–2014), samische Schriftstellerin